# Conselho fiscal
Conselho fiscal é um colegiado criado pelos associados, sócios, ou de forma geral os participantes de uma associação ou sociedade empresária, com vistas a acompanhar a sua entidade.